# 哈武高速动车组列车
哈武高速动车组列车是中国铁路运行于黑龙江省省会哈尔滨市哈尔滨西站及湖北省省会武汉市武汉站的高速动车组列车，途经黑龙江省、吉林省、辽宁省、河北省、天津市、河南省、湖北省共六省一市，运行里程2449公里，列车客运乘务由哈尔滨局集团哈尔滨客运段担当。其中哈尔滨西站至武汉站运行13小时4分，使用车次为G1276/1277次；武汉站至哈尔滨西站运行12小时35分，使用车次为G1278/1275次。

## 历史
2014年12月10日，配合中国铁路运行图调整，新增哈尔滨西~武汉G1276/1277、G1278/1275次列车。
2016年5月15日，G1276/1277、G1278/1275次列车在天津西站至武汉站间改经津霸客专、霸徐、京广高速线运行。
2024年1月10日起，本次列车的车体由CRH380BG改为CR400BF-GZ型智能动车组，且由单组改为重联运行，以便更好满足华中地区旅客前往哈尔滨北上滑雪旅游的需要。

## 使用列车
G1276/1277、G1278/1275次列车现使用配属哈尔滨局集团哈尔滨西动车运用所的CRH380BG，重联运行。